# 松井建設
松井建設株式会社（まついけんせつ）は、東京都中央区新川に本社を置く総合建設会社（ゼネコン）である。創業天正14年（1586年）の、日本国内の上場企業では最も歴史の古い会社。社寺建築に高い技術力と実績があり、「社寺の松井」とも。

## 歴史
松井角右衛門が加賀藩第2代藩主前田利長の命を請け、越中守山城（富山県高岡市）の普請に従事したのが始まり。
第15代角平の時代新橋演舞場の設計監理をしていた1923年（大正12年）、関東大震災に遭遇、帝都復興こそ建設業者の使命ではないかと強く感じた角平は東京進出を決意、東京府京橋区入船町に松井組東京出張所を開設し社寺建築だけではなく一般建築へと広く業容を拡大した。
1947年（昭和22年）、成増地区連合軍家族宿舎（グラントハイツ）第三期工事の受注を転機に規模を拡大。（hpより）
東京証券取引所プライム市場における上場維持基準において、流通株式時価総額で上場維持基準不適合となった事から、2023年（令和5年）10月20日に東京証券取引所スタンダード市場へ市場変更を行った。松井建設は段階的ウエイト低減銘柄には指定されていないため、東証株価指数構成銘柄は維持される。

## 歴代社長
松井組社長
- 松井弥太郎：1939年 - 1948年

松井建設社長
- 松井弥太郎：1948年 - 1968年
- 松井泰爾：1968年 - 2005年
- 松井隆弘：2005年 -

## 事業内容
- 土木、建築の設計・監理および請負
- 製材および木工加工
- 土木、建築資材の製造ならびに加工販売
- 不動産の売買、賃貸ならびに仲介
- スポーツ、観光、レジャー施設の経営および管理
- 前各項に附帯する一切の業務

(hpより
）

## 施工例
- 井波別院 瑞泉寺
- 伏見城
- 小田原城(再建）
- 青海神社社殿再建（新潟県加茂市）
- 浄土真宗本願寺派小樽別院本堂竣工
- 築地本願寺
- 東京国際展示場
- 地球市民かながわプラザ
- 中尊寺金色堂覆堂造営
- インド日本寺本堂・会館（インドブッダガヤ）
- 皇居半蔵門、坂下門(修復）
- 瑞鳳殿再建（伊達政宗廟）
- 金沢城石川門（修復）
- 目黒不動瀧泉寺本堂
- 東京都庁舎（第一本庁舎）
- 瑞龍寺山門（修復）
- 金沢城菱櫓、五十間長屋（復元）
- 熊本城跡戌亥櫓、西出丸塀(復元)
- 嘉穂劇場復旧
- 名古屋城本丸御殿（復元、ハザマと八神建築と共同）
- 東長寺五重塔
- 増上寺安国殿